# Proteus Design Suite
Proteus Design Suite es software de automatización de diseño electrónico, desarrollado por Labcenter Electronics Ltd., que consta de los dos programas principales: Ares e Isis, y los módulos VSM y Electra.

## El módulo VSM
Una de las prestaciones de Proteus, integrada con ISIS, es VSM, el Virtual System Modeling (Sistema Virtual de Modelado), una extensión integrada con ISIS, con la cual se puede simular, en tiempo real. Es de Proteus

## ARES
ARES, o Advanced Routing and Editing Software (Software de Edición y Ruteo Avanzado); es la herramienta de enrutado, ubicación y edición de componentes, se utiliza para la fabricación de placas de circuito impreso, permitiendo editar generalmente, las capas superficiales (Top Copper), y de soldadura (Bottom Copper).

## Forma Manual
Ejecutando ARES directamente, y ubicando cada componente en el circuito. Tener cuidado al DRC, Design Rules Checker (Verificador de Reglas de DISEÑO).

## Forma Automática
El propio programa puede trazar las pistas, si se guarda previamente el circuito en ISIS, y haciendo clic en el ícono de ARES, en el programa, el programa compone la Netlist

### Método 1 (Autorouter)
1. Poner SOLO los componentes en la board
2. Especificar el área de la placa (con un rectángulo, tipo "Board Edge")
3. Hacer clic en "Autorouter", en la barra de botones superior
  1. Editar la estrategia de ruteo en "Edit Strategies"
4. Hacer clic en "OK"

### Método 2 (Electra Autorouter)
Utilizando el módulo Electra (Electra Auto Router), el cual, una vez colocados los componentes trazará automáticamente las pistas realizando varias pasadas para optimizar el resultado.
Con Ares además se puede tener una visualización en 3D del PCB que se ha diseñado, al haber terminado de realizar la ubicación de piezas, capas y ruteo, con la herramienta "3D Visualization", en el menú output, la cual se puede demorar, solo haciendo los trazos un periodo de tiempo un poco más largo que el de los componentes, los cuales salen al empezar la visualización en 3D.